# از گذشته‌های دور

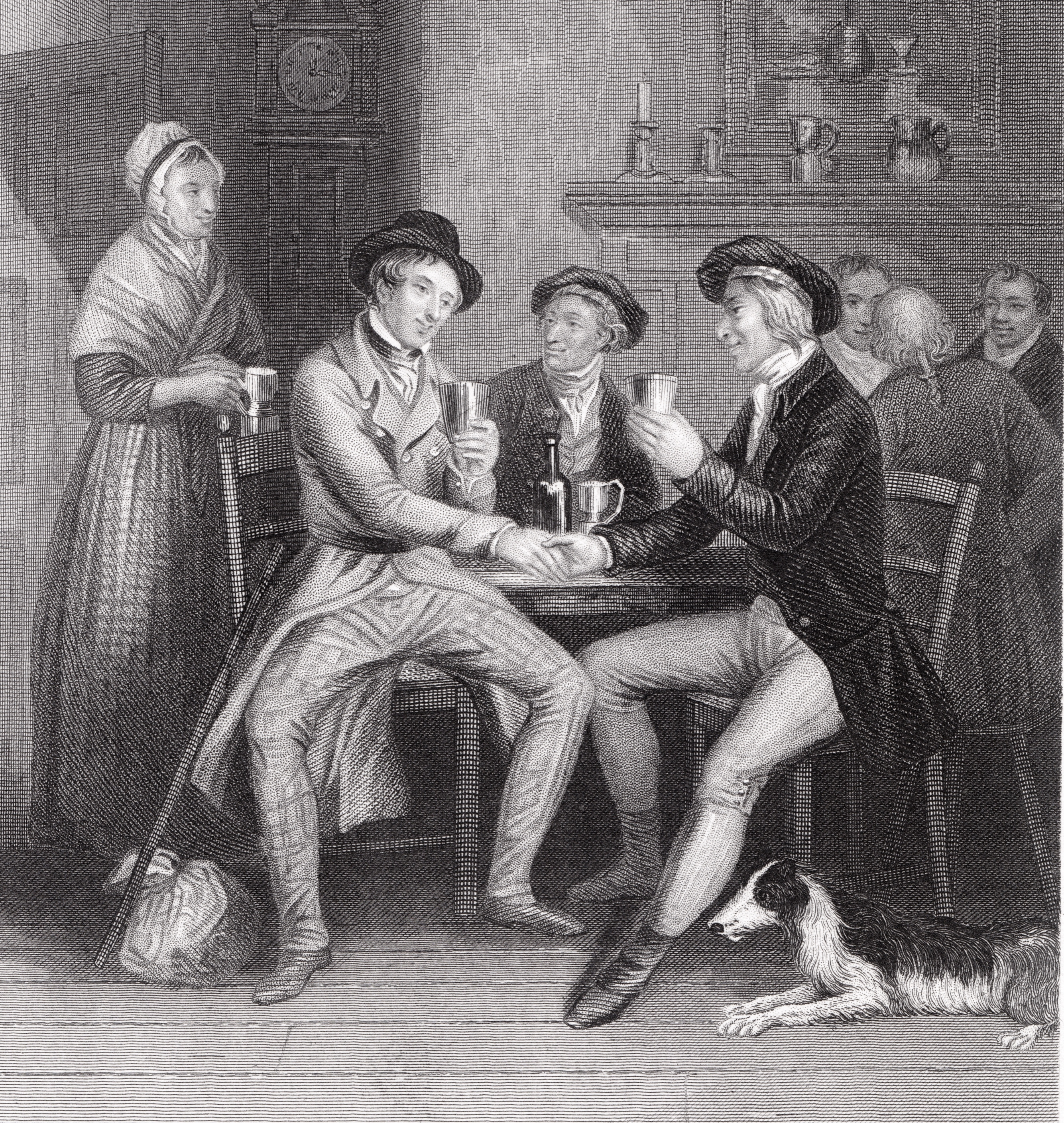
تصویرسازی جان راجرز و جان میسی رایت از این شعر c. 1841

از گذشته‌های دور (به انگلیسی: Auld Lang Syne) یک سرود اسکاتلندی محبوب در کشورهای انگلیسی زبان است که به طور سنتی هنگام وداع با سال کهنه خوانده می‏‌شد اما با گسترش کاربردش اغلب در مراسم تشییع جنازه، فارغ التحصیلی، وداع و یا اختتامیه دیگر رویدادها نیز استفاده می‏‌شود؛ برای مثال بسیاری از شاخه‏‌های جنبش پیشاهنگی از آن برای اختتامیه جمبوری‌ها و دیگر مراسم‌شان استفاده می‌کنند.